# Luis Maldonado (futbolista ecuatoriano)
Luis Alberto Maldonado Morocho (Pasaje, provincia de El Oro, Ecuador, 15 de mayo de 1996) es un futbolista ecuatoriano. Juega de centrocampista y su equipo actual es el FC Pistoiese de la Serie D.

## Clubes
| Club                 | País   | Año           |
| -------------------- | ------ | ------------- |
| Pinzolo Campiglio    | Italia | 2012-2015     |
| Chievo Verona        | Italia | 2015-2016     |
| AC Este              | Italia | 2005-2016     |
| Arzignano Valchiampo | Italia | 2016-2020     |
| Calcio Catania       | Italia | 2020-2022     |
| Catanzaro            | Italia | 2022          |
| Lecco                | Italia | 2022-2023     |
| Turris               | Italia | 2023          |
| Campobasso FC        | Italia | 2023-2024     |
| FC Pistoiese         | Italia | 2024-presente |